# Почесна повстанська медаль

Статут медалі з Вісника державних законів УНР, 19 грудня 1921 року

Почесна повстанська медаль, також Повстанська медаль, — особлива відзнака військовим особам, які боролися за звільнення України від більшовизму, проте з тих чи інших причин не входили до складу регулярної Армії УНР. Проєкт, та його статут прийнято за основу. Він передбачав підготовку відповідного законопроєкту.

## Історія виникнення
Перший, хто поставив питання нагородження особливою відзнакою нерегулярних частин Армії УНР, був генерал-поручник Григорій Янушевський, який заявив про це Симону Петлюрі в липні 1921 року спеціальним законопроєктом «Про вшанування повстанців та надання їм особливих прав та привілеїв». Проєкт статуту попередньо ухвалений Петлюрою, 23 серпня 1921 року був переданий на розгляд та затвердження Ради народних міністрів УНР, отримавши останнє статут затверджено 27 листопада 1921 року за підписом Симона Петлюри .
За нормативним актом Янушевського, для нагородження повстанців необхідно було надати спеціальну грамоту та медаль, яка мала б носитися на шиї на стрічці національних кольорів прапору України, причому опису власне медалі не було. В законі ухваленому 27 листопада медаль описана як виготовлена з заліза, на лицьовому боку у центрі розміщений герб держави (тризуб), та мається напис «За Визволення Батьківщини», на зворотному боці вказаний день проголошення 4-го Універсалу — 9/22 січня 1918 року. Медаль була повинна носитися на жовто-блакитній стрічці на грудях з лівого боку на першему місці серед інших нагород.
Відсутні свідчення щодо реалізації на практиці.